# ジャスパー郡 (ミズーリ州)
ジャスパー郡（英: Jasper County）は、アメリカ合衆国ミズーリ州の南西部に位置する郡である。人口は12万2761人（2020年）。郡庁所在地はカーシージであり、同郡で人口最大の都市はジョプリンである。ジャスパー郡は1841年に組織化され、郡名はアメリカ独立戦争の英雄ウィリアム・ジャスパーに因んで名付けられた。
ジャスパー郡はジョプリン都市圏の中核である。

## 歴史

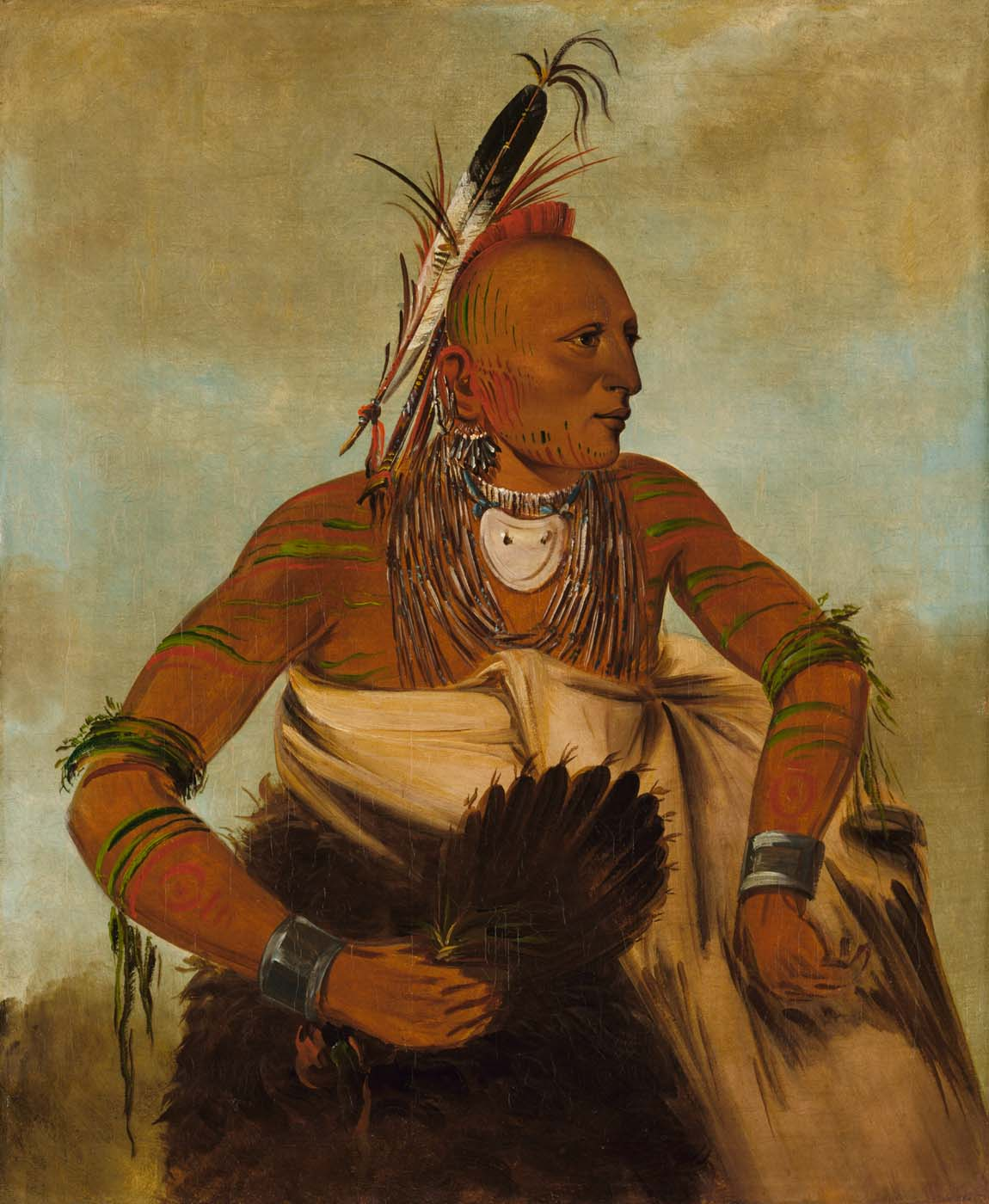
オーセージ族インディアンの戦士、ジョージ・カトリン画、1834年

### オーセージ族
ジャスパー郡となった地域にヨーロッパ人が接触する以前、オーセージ族インディアンが地域を支配していた。オーセージ族は自らを「水の中間の子供達」 (Ni-U-Kon-Ska) と呼んでいた。これは、その領土がミズーリ川と北のオーセージ川、東のミシシッピ川、南のアーカンザス川の間にあったからだと考えられる。西にはグレートプレーンズがあり、そこでバッファローの狩りを行った。
ヨーロッパ人とオーセージ族が接触した初期の記録は、1673年にフランス人イエズス会宣教師で探検家だったジャック・マルケットが作成した地図に読み取られる。マルケットは遭遇した部族の名を耳で聞いた音をフランス語で Ouchage,（ウーシェイジ）と綴った。マルケット探検隊から数年後、フランス人探検家がリトルオーセージの集落を発見し、そこを Ouazhigi と呼んだ。部族名のフランス語音訳は最終的に Osage となり、これをヨーロッパ系アメリカ人も使った。
1682年、ロベール＝カブリエ・ド・ラ・サールがカヌーで、ミシシッピ川をメキシコ湾まで下り、その流域全体をフランス王ルイ14世に因んで、「ラ・ルイジアン」と名付けた。1699年、ルイジアナはヌーベルフランスの管理区域と指定され、ヨーロッパ列強（フランス、イギリス、スペイン）の間では、ジャスパー郡となった地域はフランス領だった。フランスはその後、アーカンザス川を境として、上流地区と下流地区に分割した。
1763年にフランスとスペインが七年戦争に負けた結果として、フランスはルイジアナをスペインに、ヌーベルフランスの大半をイギリスに割譲した。イギリスはスペインからフロリダも取り上げた。スペイン領ニューマドリード地区には今日のジャスパー郡も入っており、アッパールイジアナでは5つの地区の最南部にあった。フランスは1800年に秘密のサンイルデフォンソ条約でルイジアナを取り戻したが、ナポレオン・ボナパルトは1803年にそこをアメリカ合衆国に売却した。
1808年、オーセージ族はアメリカ合衆国と条約を結ぶようになり、オーセージ条約で最初の土地（現ミズーリ州内）を譲渡した。オーセージ族はこの年オーセージ川沿いの故郷から、ミズーリ州南西部のジャスパー郡の地に移動した。1825年、さらにミズーリ州、アーカンソー州、オクラホマ州に跨る昔からの土地を手放した。まずカンザス州南東部のチェロキー・ストリップ、現在のインディペンデンス市の土地に移動し、1872年にはインディアン準州に移った。

### ミズーリ準州

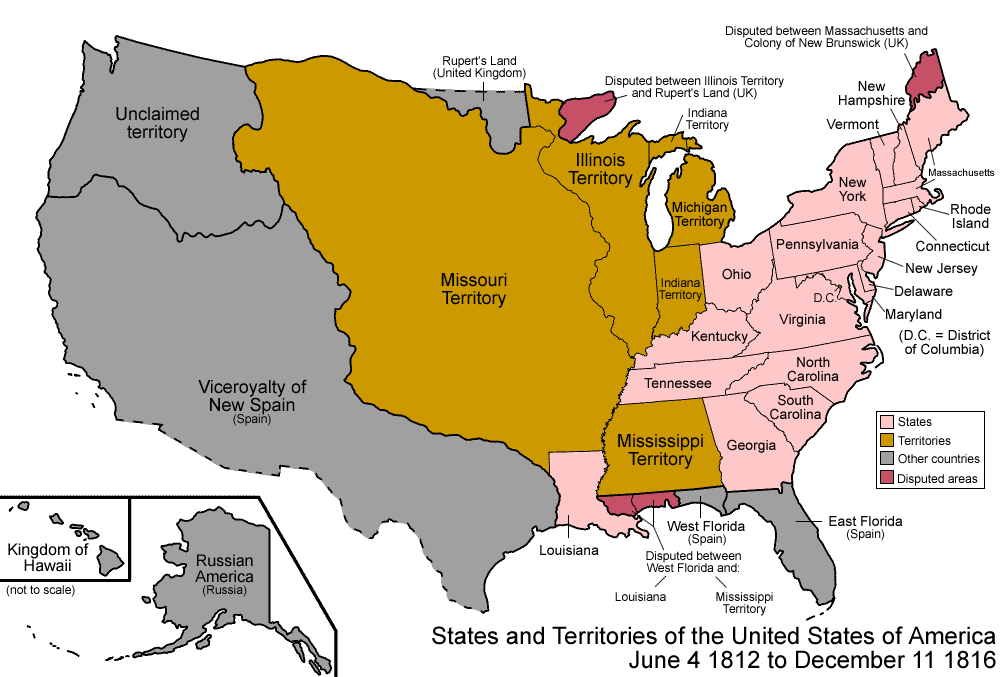
ミズーリ準州の境界を示す地図、1812年

ジャスパー郡を含むアッパールイジアナ領土は、1812年にアメリカ合衆国の州に昇格したルイジアナ州との混同を避けるために、1812年6月4日にミズーリ準州と名付けられ、ニューマドリード地区がニューマドリード郡となった。ニューマドリード郡のうち、セントフランシス川の西、アーカンソー郡の北で、現在のミズーリ州南西部とアーカンソー州の北西部が、1815年にローレンス郡として組織化された。
しかしローレンス郡は短命であり、3年後の1818年にはケープジラード郡の一部と合併し、ウェイン郡と改名された。1819年にはアーカンソー準州が創設され、ウェイン郡の領域もそれに採られたが、それでも現在のミズーリ州南西部、現行ウェイン郡から西のカンザス州州境と南のアーカンソー州州境の範囲に広がっていた。
1820年、ミズーリ準州が州に昇格し、1831年にはウェイン郡から分離してクロウフォード郡が作られた。この新しい分割にはミズーリ州南部の全体が含まれ、ジャスパー郡領域も入っていた。この配置も短命であり、1833年にはナイアンガ川から西のカンザス州州境までの領域が分離してグリーン郡となった。
1835年1月5日、グリーン郡の大きな部分が分離してバリー郡となった。1838年、バリー郡が4つに分割され、バリー郡、デイド郡、ニュートン郡、ジャスパー郡となった。当時のジャスパー郡は管理体制が整わず、1841年までニュートン郡に付設されたままだった。

### 郡の組織化
1841年1月29日、ミズーリ州議会がジャスパー郡を組織化し、アメリカ独立戦争の英雄ウィリアム・ジャスパーに因んで名付けることを認める法案を成立させた。郡政府はまず郡内を3つの郡区、ノースフォーク、センタークリーク、マリオンに分割したが、その後15の郡区に分割し、現在でも法人化されないままでいる。
1841年2月25日木曜日、ジョージ・ホーンバックの家を仮の郡庁とした。これは12フィート (3.6 m) x 16フィート (4.8 m) の丸太小屋であり、スプリング川沿いカーシージからは北西に1.5マイル (2.4 km) の位置にあった。サミュエル・M・クーリー、ジェレマイア・クレイブンス、サミュエル・B・ブライトが最初の郡政委員になった。初代保安官のジョン・P・オズボーンは、恒久的な郡庁舎が建設されるまで、郡庁舎はジョージ・ホーンバックの家を使うということを大衆に知らせるという命令を受けた。
1842年3月、恒久的郡庁所在地が選定され、カーシージと名付けられた。1842年6月29日に、一階建て、一室、木造で、南面に大きなドアのある建物が完成した。カーシージの町の公衆広場北側にあった。この郡庁舎は後の1854年に完成した二階建て、レンガ造りの建物に置き換えられ、郡収監所も兼ねた。
1861年、南北戦争が始まったとき、郡内には幾つかの小さな「水車工場町」、幾つかの「鉱山キャンプ」、「9ないし10の町」（7つは区画割されていた）があった。郡庁所在地のカーシージには人口推計400ないし500人がいた。南北戦争の間、郡庁舎は病院として使われ、1863年10月に起きた戦闘中の火事で破壊された。終戦のときまでカーシージの町は住人が居なくなり、完全に破壊され、ジャスパー郡の大半が廃墟になった。1865年、州知事の命令で、郡庁舎はケイブスプリングス、現在のラサールの町近くにあった学校に移された。1890年代半ばに現在の郡庁舎がカーシージの広場に建設されるまでの数十年間、郡庁舎は郡内の幾つかの場所に暫定的に置かれていた。
現在の郡庁舎は建築家マックス・A・オーループ・ジュニアが設計したリチャードソン・ロマネスク様式であり、1894年から1895年に建設された。地元の大理石を使い、タレット、塔、アーチのある中世城郭の様相である。現在はアメリカ合衆国国定歴史建造物に指定され、博物館とガイド付きツアーが公開されている。

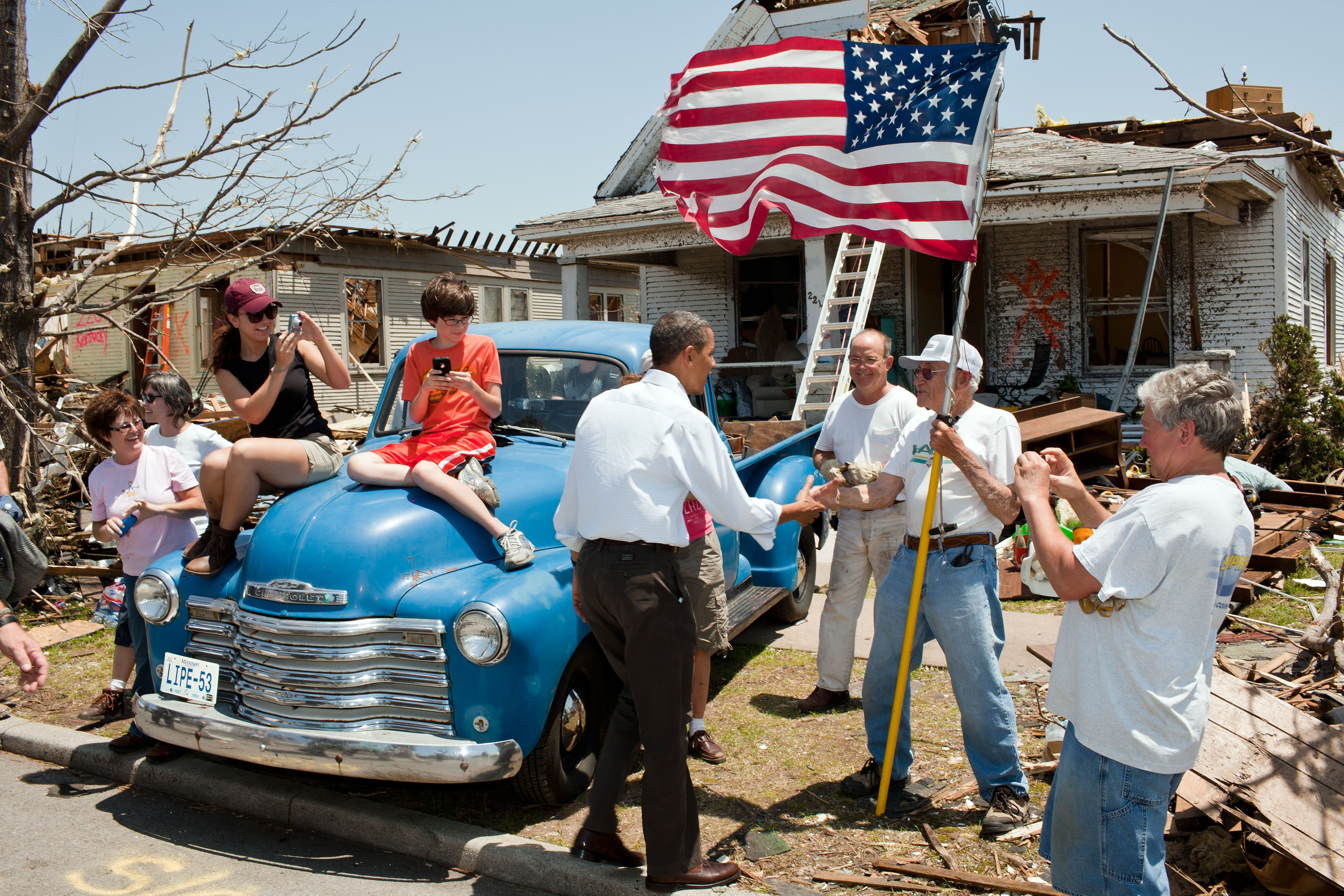
2011年5月29日にジョプリンを襲った竜巻の被害者を慰問するバラク・オバマ大統領

ジャスパー郡は2001年に郡旗を採用し、郡創設160周年に公開された。この旗は郡庁舎を15の星が取り巻いており、その星は15の郡区を表している。中央の青と赤の星は、南北戦争中、1861年のカーシージの戦いと1863年の2回目の戦闘などジャスパー郡内で行われた戦闘を記念するものである。
2011年5月22日日曜日、ジャスパー郡は改良藤田スケールEF5の竜巻に襲われた。この2011年ジョプリン竜巻はアメリカ史の中でも7位に位置づけられる猛威を残した。

### 南北戦争以前に設立された町
| 現在の町の名前       | 設立年 | 区画割された年     | 概要 |
| -------------------- | ------ | ------------------ | --- |
| サーコクシー         | 1833年 | 1840年             | 郡内初の開拓地、当初はセンタービルと呼ばれた。最初の開拓者は1831年のサッカレー・ビビオンだった |
| （昔の）ジャスパー   | 1840年 | 1842年             | カーシージの北東にあったが、現在は存在しない。後にカーシージの南東に別のジャスパーが作られた。現在カーシージの北にあるジャスパーは、元クーンクリークあるいはミッドウェイと呼ばれた別の町である                                                                                     |
| カーシージ           | 1841年 | 1842年             | カーシージの町は初めから郡庁所在地として計画され、南北戦争中に破壊された後は急速に再建された。現在の郡庁舎は1890年代半ばに建設された |
| （昔の）シャーウッド | 1846年 | 1856年             | 当初はルーラルと呼ばれ、現在のウェブシティ近くにあった。南北戦争中に破壊された後は再建されず、存在していない |
| オロンゴ             | 1848年 | 1856年             | 初期鉱山キャンプがあったので南北戦争頃はマイナーズビルと呼ばれ、後にはリードビルホロウとも呼ばれた。郵便局はセンターマインズとも呼ばれた |
| （昔の）メドック     | 1848年 | 南北戦争後         | カンザス州州境近くのインディアン交易拠点として始まった。南北戦争中に破壊され後に住民が戻ったが、20世紀に放棄され、現在は存在していない |
| アビラ               | 1856年 | 1858年             | 1850年代半ばに商人かつ土地所有者がフロンティアの外れの事業地として設立した。南北戦争の初め、アビラ市民が防衛のために民兵隊を結成した。後には北軍の守備地となり、被害を受けないままに終戦となった。19世紀後半に鉄道が通らなかったために町の成長が止まり、今日も小さな町のままである |
| フィデリティ         | 1856年 | 南北戦争後         | アビラと同じ頃に同様な目的でウィリアム・コールが設立したと考えられている。 |
| ウェーコ             | 1857年 | 南北戦争後の1878年 | 交易拠点として始まり、初めはロシックと呼ばれていた |
| （昔の）プレストン   | 1859年 | 1860年             | カーシージ北西の集落、その後放棄され、現在は存在していない |

## 地理
アメリカ合衆国国勢調査局に拠れば、郡域全面積は641.32平方マイル (1,661.0 km2)であり、このうち陸地639.73平方マイル (1,656.9 km2)、水域は1.59平方マイル (4.1 km2)で水域率は0.25％である。

### 主要高規格道路
- 州間高速道路44号線
- アメリカ国道66号線（1926年–1985年）
- アメリカ国道71号線（将来の 州間高速道路49号線）
- ミズーリ州道37号線
- ミズーリ州道43号線
- ミズーリ州道66号線
- ミズーリ州道96号線
- ミズーリ州道171号線

### 隣接する郡
- バートン郡 - 北
- デイド郡 - 北東
- ローレンス郡 - 東
- ニュートン郡 - 南
- チェロキー郡 (カンザス州) - 西
- クロウフォード郡 (カンザス州) - 北西

## 人口動態
以下は2000年国勢調査による人口統計データである。
| 基礎データ - 人口: 117,404人 - 世帯数: 45,639 世帯 - 家族数: 30,202 家族 - 人口密度: 63人/km2（164人/mi2） - 住居数: 50,688軒 - 住居密度: 28軒/km2（71軒/mi2） 人種別人口構成 - 白人: 88.24% - アフリカン・アメリカン: 1.93% - ネイティブ・アメリカン: 1.51% - アジア人: 0.99% - 太平洋諸島系: 0.25% - その他の人種: 3.89% - 混血: 3.18% - ヒスパニック・ラテン系: 6.84% 年齢別人口構成 - 18歳未満: 27.2% - 18-24歳: 7.4% - 25-44歳: 25.1% - 45-64歳: 22.2% - 65歳以上: 12.1% - 年齢の中央値: 35歳 - 性比（女性100人あたり男性の人口） - 総人口: 94.1 - 18歳以上: 90.2 | 世帯と家族（対世帯数） - 18歳未満の子供がいる: 30.8% - 結婚・同居している夫婦: 48.7% - 未婚・離婚・死別女性が世帯主: 12.4% - 非家族世帯: 33.8% - 単身世帯: 33.4% - 65歳以上の老人1人暮らし: 24.8% - 平均構成人数 - 世帯: 2.52人 - 家族: 3.05人 収入と家計 - 収入の中央値 - 世帯: 31,323米ドル - 家族: 37,611米ドル - 性別 - 男性: 28,573米ドル - 女性: 20,386米ドル - 人口1人あたり収入: 16,227米ドル - 貧困線以下 - 対人口: 14.5% - 対家族数: 10.4% - 18歳未満: 19.2% - 65歳以上: 10.3% |

## 都市と町
| - ジョプリン - カーシージ - 郡庁所在地 - エアポートドライブ - アルバ - アズベリー - アビラ - ブルックリンハイツ - カールジャンクション - カータービル - キャリータウン - デューンウェグ - デュケーヌ - フィデリティ | - ジャスパー - ケンドリックタウン - ララッセル - マックスビル - ネックシティ - オークランドパーク（廃村） - オロノゴ - パーセル - リーズ - サーコクシー - ウェーコ - ウェブシティ |

### 郡区
括弧内数字は郡区の人口を示す。
| - ジョプリン（42,173） - ガリーナ（27,239） - マリオン（15,137） - ミネラル（9,100） - ツイングローブズ（6,556） - ジャクソン（4,954） - サーコクシー（3,043） - マディソン（2,502） | - ユニオン（2,296） - プレストン（1,446） - デュバル（839） - マクドナルド（810） - ジャスパー（601） - シェリダン（412） - リンカーン（296） |

## 教育
ジャスパー郡内の高等教育機関として、ジョプリン市に4年制大学であるクミズーリ・サザン州立大学がある。

## 政治

### 地方
ジャスパー郡の地方レベルでは共和党が完全に政治を支配しており、郡の選挙で選ばれる役職を全て独占している。